# Anoecia corni

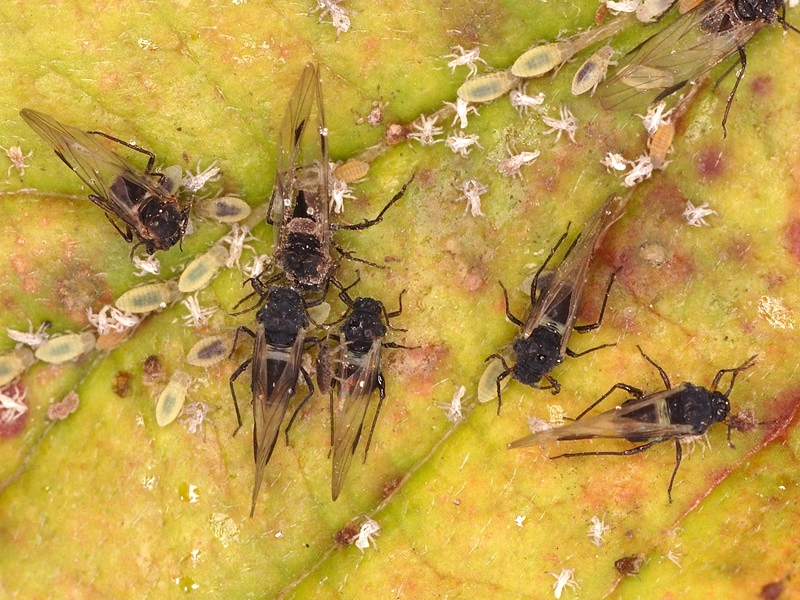
Dorsalansicht mehrerer Blattläuse

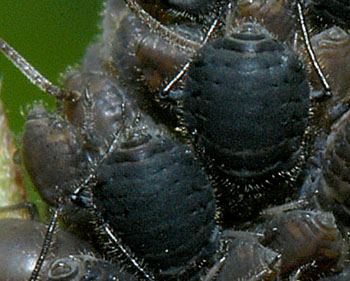
Noch nicht voll-entwickelte Blattläuse

Anoecia corni ist eine Blattlaus aus der Unterfamilie Anoeciinae. Diese wird gewöhnlich der Familie der Röhrenblattläuse (Aphididae) zugeordnet. Manche Autoren stellen die Anoeciinae jedoch in eine eigene Familie Anoeciidae. Im Englischen trägt die Art den Namen Dogwood Aphid („Hartriegel-Blattlaus“).

## Lebensweise und Merkmale
Anoecia corni weist wie die meisten Blattlaus-Arten einen Generationswechsel auf. Sie bildet mindestens zwei Generationen pro Jahr aus. Die Art überwintert als Ei. Die im Frühjahr geschlüpften Blattläuse sind ausschließlich Weibchen. Diese entwickeln sich an Hartriegel (Cornus) und besitzen reduzierte Augen und 5-gliedrige Fühler. Die weiteren Generationen im Jahr, die sowohl aus Männchen als auch Weibchen bestehen, besitzen dagegen große Facettenaugen und 6-gliedrige Fühler. Die beiden Siphonen (Siphunculi) am Hinterleib sind unauffällige Poren. Die Larven der zweigeschlechtlichen Generationen entwickeln sich an den Wurzeln von Süßgräsern, zu welchen auch Getreide gehört. Die letzte dieser Generationen kehrt im Herbst zu den Hartriegel-Pflanzen zurück. Die geflügelten Formen der Art besitzen ein großes schwarzes Flügelmal auf dem Vorderflügel. Die Blattläuse besitzen einen schwarzen Körper. Bei der zweigeschlechtlichen Generation befindet sich auf dem vorderen Teil des Hinterleibs ein weißes Querband. Die sich anschließenden Tergite 3 bis 6 sind dagegen schwarz. Es gibt ähnliche Blattlaus-Arten. Diese lassen sich meist anhand der Rhinarien der Fühler unterscheiden. Die geflügelten Formen besitzen eine Körperlänge zwischen 1,9 und 3 mm. In Gebieten, wo die Blattlaus-Art nicht heimisch ist und der Hartriegel als Wirtspflanze fehlt, nutzen alle Generationen von Anoecia corni Gras- und Getreidepflanzen als Wirt. Im Frühjahr halten sich bei den Blattläusen häufig Ameisen wie die Schwarze Wegameise auf.

## Verbreitung
Die Art ist in Europa weit verbreitet. Sie fehlt lediglich auf Island. Außerdem kommt die Art in der Afrotropis, auf den Azoren, auf den Kanarischen Inseln, in der östlichen Paläarktis sowie in der Nearktis und Neotropis vor. In Nordamerika und in Südafrika wurde die Art eingeschleppt.

## Taxonomie
In der Literatur finden sich folgende Synonyme:
- Aphis corni Fabricius, 1775
- Anoecia graminis
- Anoecia obscura
- Anoecia agrostidis Börner, 1950
- Anoecia disculigera Börner, 1950